# Symmetroctena capnota
Symmetroctena capnota är en fjärilsart som beskrevs av Edward Meyrick 1892. Symmetroctena capnota ingår i släktet Symmetroctena och familjen mätare. Inga underarter finns listade i Catalogue of Life.